# Daniel Naborowski
Daniel Naborowski, poljski renesančni in baročni kalvinistični pesnik in prevajalec, * 1573, Krakov, † 1640, Vilna.

## Življenje
Rodil se je leta 1573 v Krakovu, umrl pa 1640 v Vilni. Bil je sin krakovskega farmacevta. Zavzemal se je za protestantske ideje in se opredeljeval kot kalvinist. Dvanajst let je študiral v tujini: v Wittenbergu, med 1593 in 1595 v Baslu, Orléansu in v Padovi. Tam naj bi ga poučeval Galileo Galilei. Predvidoma je bil med letoma 1602 in 1633, v obdobju Republike obeh narodov, varovanec na dvoru Janusza in Krzysztofa Radziwiłłowa. Tam je deloval kot dvorni zdravnik, diplomat, učitelj in tajnik. Tri leta pred smrtjo je začel delovati kot občinski sodnik v Vilni, mestu v današnji Litvi. 

## Delo
Daniel Naborowski je ustvarjal v zgodnjem  baroku (ok. 1580–1620). Za književnost zgodnjega baroka je značilna verska poezija, metafizična poezija, pa tudi prozni teksti in dramatika. Pojavila so se nova izrazna sredstva in verzifikacijske tehnike (Sebastian Grabowiecki, Stanisław Grochowski,  Kazimierz Twardowski). Poleg verske poezije je prevladovala posvetna poezija, ki se je osredotočala na lepoto sveta, občutke, minljivost in ljubezen, iskanje smisla v svetu (Hieronim Morsztyn, Szymon Zimorowic). Avtorji so v tem obdobju naklonjeni razvoju inovativnih, satiričnih in grotesknih del. 
Daniel Naborowski je predvsem znan kot avtor dvornih posvetnih pesmi. Kljub temu, da se s pisanjem ni ukvarjal primarno, to ni vplivalo na kvaliteto njegovih del. Pisal je metafizično poezijo. Njegovo osredotočanje na jezik je izstopalo v literarni umetnosti sedemnajstega stoletja. Pisal je predvsem epitafe, trene in erotične pesmi. V svojih epigramih je uporabljal besedne igre in dvoumnost. Parafraziral je francoski sonet Na oczy królewny angielskiej (1619). Prevajal je latinske, italijanske, francoske in nemške pesmi, med drugimi Descripto genitum Sarbiewskega, sonete Petrarke ...
Obstaja veliko njegovih del, ki tako kot dela ostalih poljskih baročnih avtorjev niso bila objavljena. Eden izmed razlogov je perfekcionizem avtorjev, drugi pa, da je bila Poljska v 17. stoletju v vojnah s sosednjimi državami, kar se je odsevalo v nazadovanju kulture.

### Pesmi
- Cień przypisany KS. KS. M. Januszowi Radziłłowy...
- Cywartak
- Cnota grunt wszystkiemu
- Do Aleksandry
- Do księcia imci Krzysztofa Radziwiłła...
- Do złej baby
- Epifatum Janowi Kochanowskiemu, poecie polskemu
- Imprezań Calando Poggiando, to na dół, to do góry
- Krótkość żywota
- Marność
- Na P. Ciołka
- Na toż
- Oszukanie
- Po jednej kupidynie
- Respons niespodziewanz
- Votum
- Zła żona

### Zbirke
- Naeniae a diversis scriptae in Exequias Illustrissimi Principis Dni Janussi Radivili, wydrukowany w miejscowości Lubcz nad Niemnem (1621)
- Lacrumae Danielis Naborovi